# Давгуль, Елена Геннадьевна
Елена Геннадьевна Давгуль (28 октября 1983, Североуральск, Свердловская область) — российская биатлонистка, бронзовый призёр всемирной зимней Универсиады (2005), двукратная чемпионка Европы среди юниоров (2004), чемпионка мира по летнему биатлону (2006). Мастер спорта России международного класса.

## Биография
Елена Геннадьевна начала заниматься лыжными гонками под руководством первого тренера Ильдуса Шагитовича Тухватуллина (с 01.09.1992. по 30.12.1997 г.) на базе ДЛК «Снеговик», ДЮСШ г. Североуральска, Свердловской области. Далее И. Ш. Тухватуллин передал Е. Г. Давгуль в Новоуральский филиал Училища олимпийского резерва № 1 г. Екатеринбурга, для дальнейшего повышения спортивной подготовки. Начала заниматься биатлоном в 10-летнем возрасте, первый тренер — Николай Иванович Чегодаев, затем в Новоуральске — Савелий Павлович Соловьёв. Выступала за спортивный клуб Вооружённых Сил и город Новоуральск.

### Юниорская карьера
В 2001 году стала бронзовым призёром юниорского чемпионата мира по летнему биатлону в гонке преследования.
На чемпионате мира среди юниоров 2002 года в Валь-Риданна стала бронзовым призёром в эстафете, а в личных видах выступала неудачно. В том же сезоне на юниорском чемпионате Европы в Контиолахти выиграла серебряные медали в эстафете и стала пятой в индивидуальной гонке.
В сезоне 2003/04 принимала участие в юниорском Кубке IBU, на дебютном этапе в Валь-Риданна заняла шестое место в спринте и была третьей в гонке преследования.
В 2004 году в Минске стала двукратной чемпионкой Европы среди юниоров, одержав победы в индивидуальной гонке и в эстафете, вместе с Анастасией Кузьминой и Натальей Бурдыгой, на этом же турнире была восьмой в спринте и шестой — в гонке преследования.

### Взрослая карьера
Принимала участие в Кубке IBU начиная с сезона 2004/05, лучший результат показала в своей первой гонке — шестое место в индивидуалке на этапе в Гармиш-Партенкирхене. Выступала на Кубке IBU до сезона 2008/09. На Кубке мира не стартовала.
На всемирной зимней Универсиаде 2005 года в Инсбруке стала бронзовым призёром в эстафете.
В 2006 году стала чемпионкой мира по летнему биатлону на соревнованиях в Уфе, выиграв гонку преследования, а в спринте заняла шестое место. Становилась победительницей и призёром этапов Кубка IBU по летнему биатлону.
Завершила спортивную карьеру по окончании сезона 2008/09.

## Личная жизнь
Окончила Уральский государственный технический университет (2006).

## Примечания

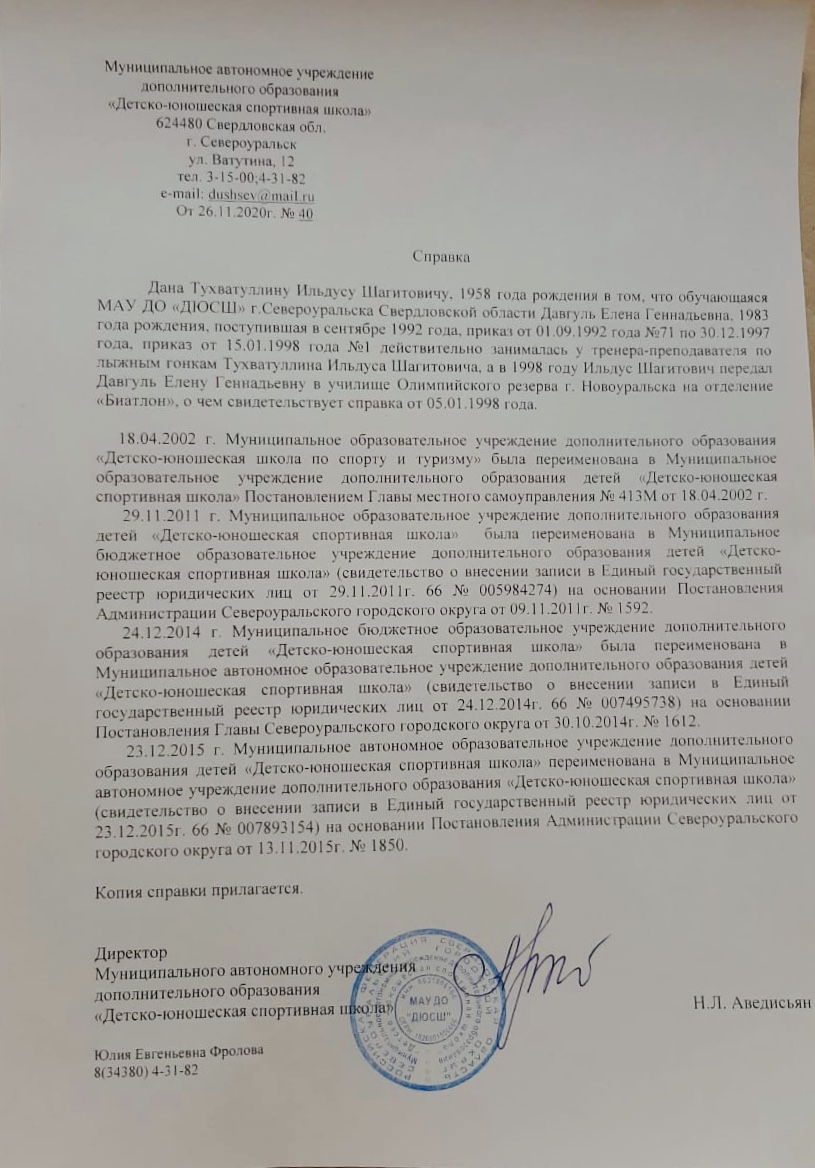
Справка первый тренер

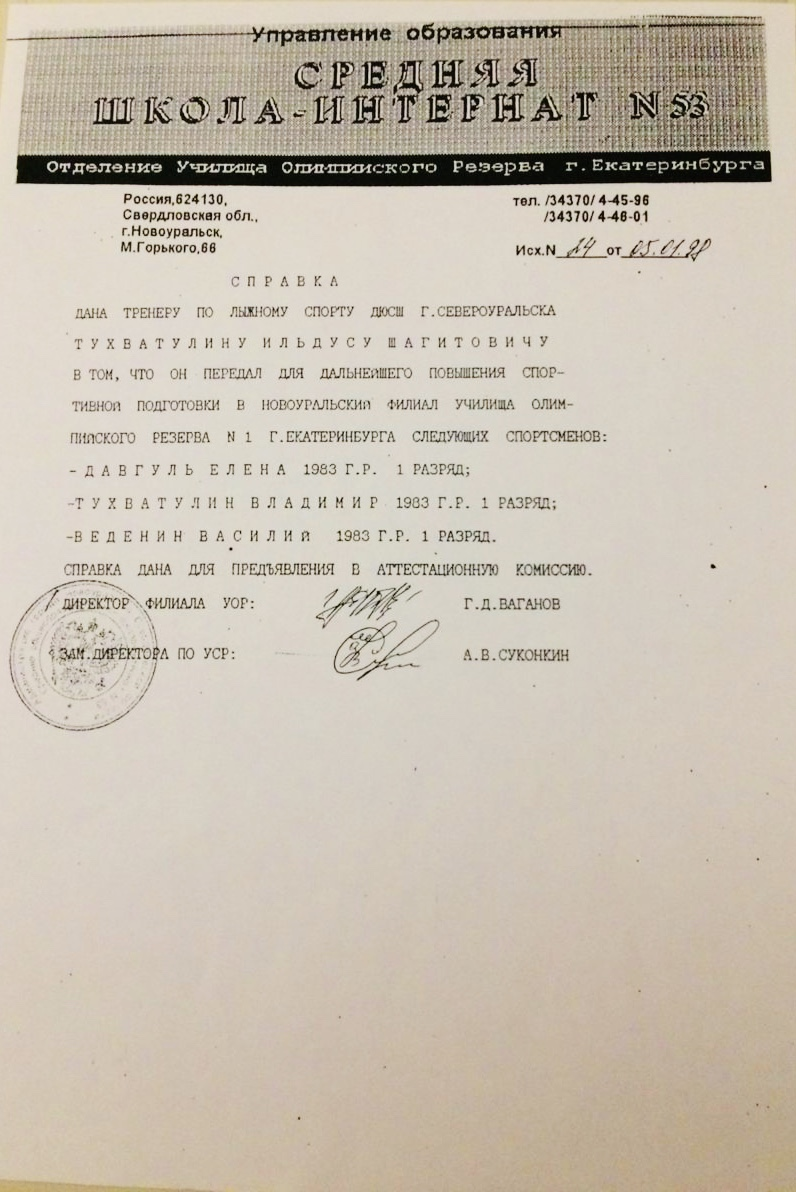
Передача Дагуль Е. Г.в УОР